# 維也納國際青少年藝術節

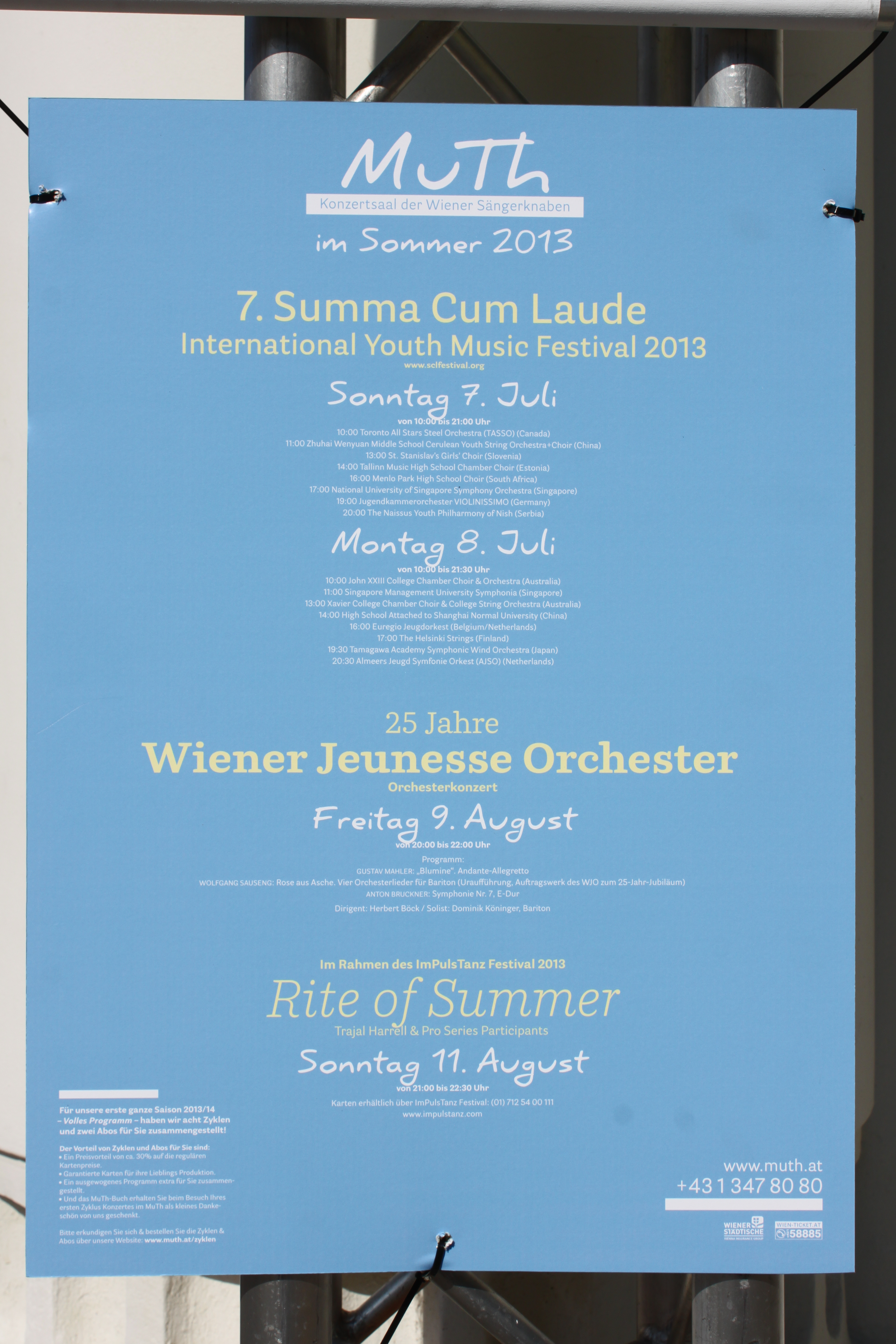
2013年的維也納國際青少年藝術節

維也納國際青少年藝術節（英語：Summa Cum Laude Festival）創辦於2007年，是一個針對合唱團、樂隊和管弦樂隊的國際青年音樂節，每年七月在奧地利維也納舉行。藝術節主要在維也納兩大著名音樂廳——金色大廳和维也纳音樂廳舉行。維也納國際青少年藝術節包括競賽和慶典，表演團體可選擇參加「SCL比賽」與同行競爭，或選擇參加非競爭性的「SCL慶典」。藝術節會安排樂團參與專業音樂導師主理的講習班。此外，樂團亦會被安排在維也納及周邊地區的不同場地進行演出，向當地觀眾傳達自己的音樂和文化

## 舉辦場地

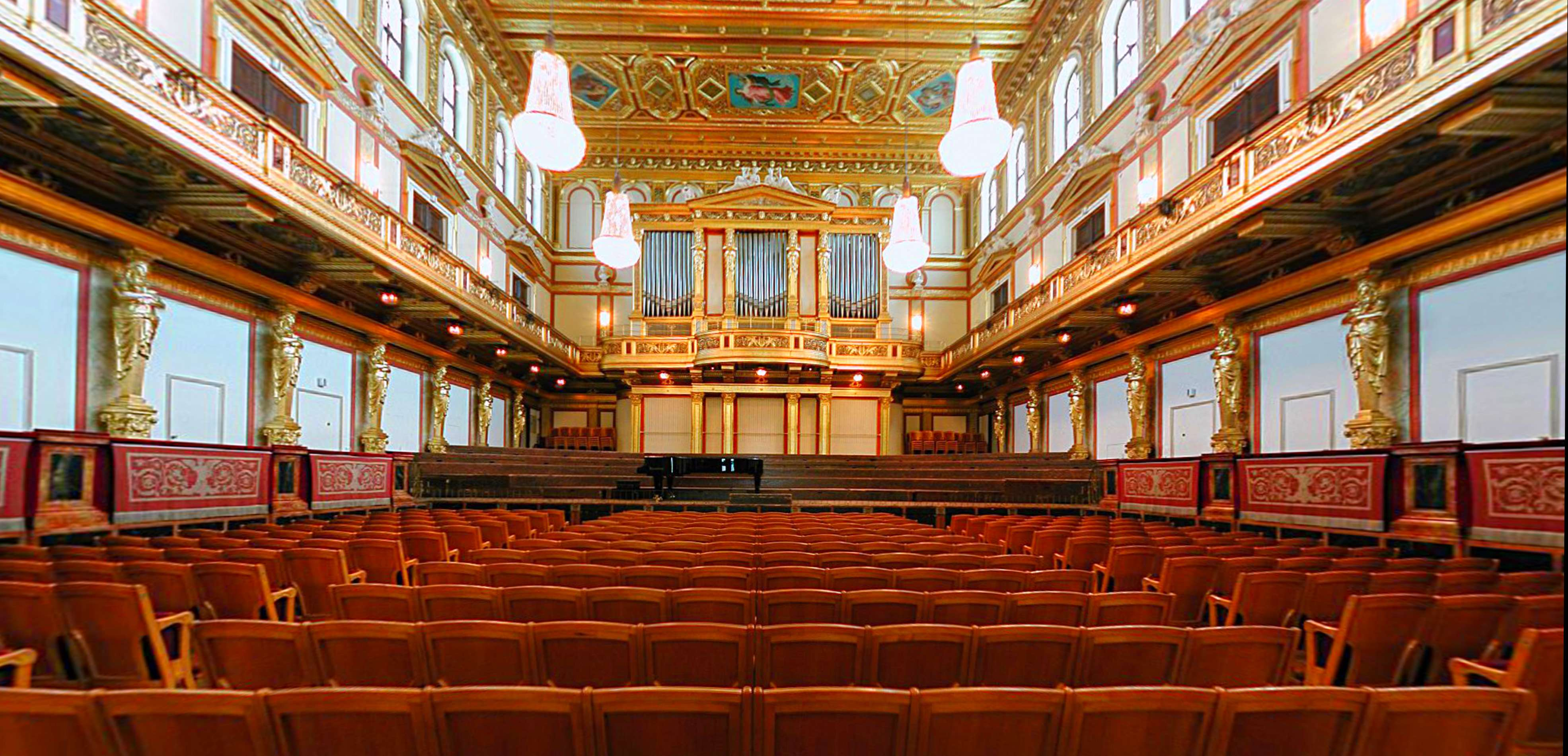

每年舉辦場地都可能會稍有不同。一般來說，開幕式在聖斯德望主教座堂舉行。講習班和研討會在維也納音樂與表演藝術大學舉行。比賽本身和慶祝活動在維也納音樂協會之金色大廳舉行。閉幕式在維也納市政廳舉行。
維也納及周邊地區的額外音樂會場地包括：
- 維也納少年合唱團的新音樂廳MuTh，於2012年12月在維也納奧花園開幕。
- 音樂之家，一個位於前哈布斯堡大公查理宮殿的互動式探索博物館。
- 維也納猶太博物館。
- 布爾根蘭州的巴特塔茨曼斯多夫教堂和社區大廳。
- 大舍瑙 (奧地利)的音樂節，位於奧地利下奧地利州的Gmünd區。

## 外部鏈接
- 官方网站